# Wallbach (Thüringen)
Wallbach is een plaats en voormalige gemeente in de Duitse deelstaat Thüringen, en maakt deel uit van de Landkreis Schmalkalden-Meiningen.
Wallbach telt  inwoners.

## Geschiedenis
Wallbach maakte deel uit van de Verwaltungsgemeinschaft Wasungen-Amt Sand tot het op 1 januari 2019 opgenomen in de gemeente Meiningen.
Dreißigacker · Einödhausen · Helba · Henneberg · Herpf · Jerusalem · Meiningen · Unterharles · Wallbach · Walldorf